# Sincholata albonotus
Sincholata albonotus är en insektsart som beskrevs av Delong 1976. Sincholata albonotus ingår i släktet Sincholata och familjen dvärgstritar. Inga underarter finns listade i Catalogue of Life.